# Jacek Jaśkowiak

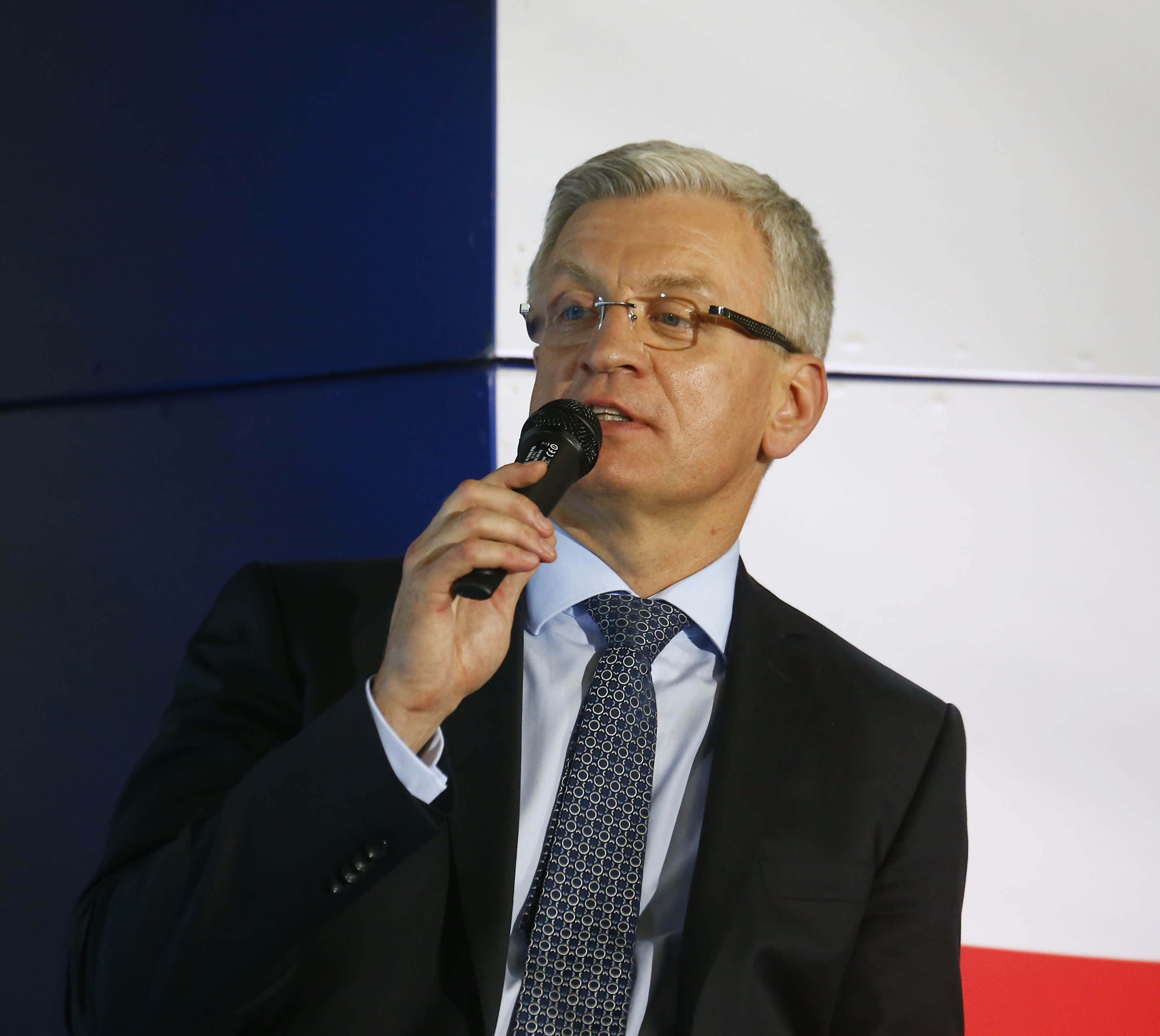
Jacek Jaśkowiak (2016)

Jacek Jaśkowiak (* 10. März 1964 in Posen) ist ein polnischer Politiker der Platforma Obywatelska und seit 2014 Stadtpräsident von Posen.

## Leben und Beruf
Jaśkowiak ist Absolvent der Fakultät für Recht und Verwaltung der Adam-Mickiewicz-Universität Posen. Während seines Studiums kam er für ein Semester mit einem Stipendium der GFPS an die Universität Bielefeld. Während des Studiums engagierte er sich auch in der Union der ländlichen Jugend, was ihm die PiS später vorwarf.
In den beginnenden 1990er Jahren war er kaufmännischer Leiter bei Kulczyk Tradex. 1997 wurde er Eigentümer einer Wirtschaftsberatungsgesellschaft und 2007 Präsident der Geschäftsführung der Handelsrechtsgesellschaft „Jaśkowiak“ die im Bereich der Buchhaltungs- und Beratungsdienste für ausländische mittelständische Unternehmen tätig ist. Bereits 1997 lernte er den Sänger Jacek Kaczmarski kennen, dessen Manager er wurde. Nach dessen Tod hielt er in Schulen Vorträge über dessen Leben und Werk.

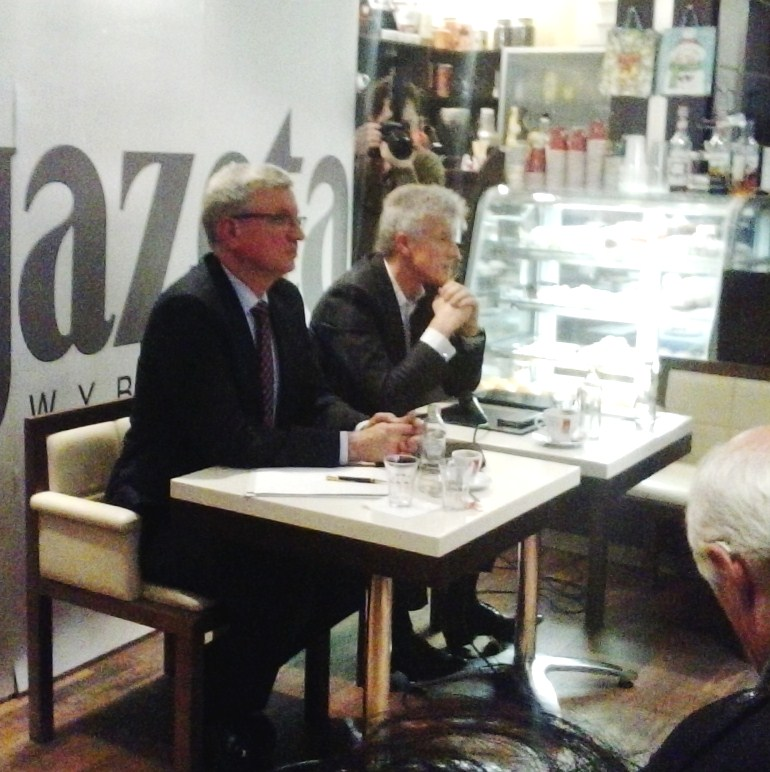
Kandidatendebatte der Gazeta Wyborcza vor der Stichwahl 2018 zwischen Jaśkowiak und Grobelny.

Bei der Wahl zum Stadtpräsidenten von Posen 2010 kandidierte er für das Wahlkomitee „Unser Posen“, erreichte aber bei der Wiederwahl des parteilosen Amtsinhabers Ryszard Grobelny mit 7,2 % der Stimmen nur den vierten Platz. 2013 schloss er sich der Platforma Obywatelska an, für die er bei der Stadtpräsidentenwahl 2014 erneut gegen Grobelny antrat. Lag er im ersten Wahlgang mit 21,5 % der Stimmen noch hinter Grobelny, der 28,6 % der Stimmen erhalten hatte, so konnte er sich bei der notwendigen Stichwahl deutlich mit 59,1 % der Stimmen durchsetzen und seinen 16 Jahre amtierenden Vorgänger ablösen. Bei der Wahl im Oktober 2018, bei der er für das Wahlbündnis Koalicja Obywatelska aus PO und Nowoczesna antrat, konnte er sich bereits im ersten Wahlgang mit 56,0 % der Stimmen gegen den PiS-Kandidaten Tadeusz Zysk, der 21,3 % der Stimmen erreichte, und fünf weitere Kandidaten durchsetzen. 2018 übernahm er die Schirmherrschaft für die „Poznań Pride Week“. Bei den Selbstverwaltungswahlen 2024 trat er erneut an und wurde in einer Stichwahl gegen Zbigniew Czerwiński (Zjednoczona Prawica) wiedergewählt.
Bei der innerparteilichen Kandidatenaufstellung der PO für die Präsidentschaftswahl in Polen 2020 bewarb er sich, konnte sich aber dabei auf dem PO-Parteitag mit 125 Delegiertenstimmen nicht gegen Małgorzata Kidawa-Błońska, die 340 Stimmen erhielt, durchsetzen.